# Ideogram
Ideogram — условно-бесплатная нейронная сеть для генерации изображений, разработанная компанией Ideogram Inc., основанной в 2022 году в Торонто с использованием методов глубокого обучения. Она создает цифровые изображения на основе описаний на естественном языке — промптов. Отличительная особенность модели — способность генерировать более разборчивый текст на изображениях по сравнению с другими моделями преобразования текста в изображение.

## История
Компания Ideogram была основана в 2022 году Мохаммадом Нурузи (англ. Mohammad Norouzi), Уильямом Чаном (англ. William Chan), Читваном Сахарией (англ. Chitwan Saharia) и Джонатаном Хо (англ. Jonathan Ho) с целью разработки улучшенной модели преобразования текста в изображение.
Модель Ideogram 0.1 вышла 22 августа 2023 года после привлечения стартовых инвестиций на $16,5 млн от венчурных фондов Andreessen Horowitz и Index Ventures.
В феврале 2024 года Ideogram выпустила модель версии 1.0 и привлекла инвестиции на сумму 80 миллионов долларов.
Летом 2024 года к Ideogram присоединился Эйдан Гомар (англ. Aidan Gomar).
В августе 2024 года Ideogram выпустила свою модель 2.0. Эта модель обладает несколькими стилями, такими как реалистичный, дизайн, 3D и аниме, а также улучшенной способностью формировать текст.
В марте 2025 года была выпущена модель Ideogram 3.0. В обновлении основной упор был сделан на улучшение фотореалистичности генерируемых изображений, а также на увеличение возможностей рендеринга текста.